# Abolizione del sistema han
L'abolizione del sistema han avvenne nel 1871, quando in Giappone fu istituito il sistema delle prefetture che soppiantava il sistema tradizionale han ed introduceva un nuovo governo locale.
In un tentativo di cancellare il feudalesimo in Giappone, il nuovo governo Meiji, che rimpiazzò lo Shogunato Tokugawa, abolì centinaia di domini feudali o han e le antiche province del Giappone. Al loro posto stabilì un nuovo schema di governi locali basati su prefetture definite geograficamente. Questo sistema è ancora valido, sebbene il numero delle prefetture e i loro confini siano cambiati. 
Tale abolizione portò alla fine formale lo shogunato (bakufu) e il sistema dei domini o baku-han taisei (connubio tra l'autorità a carattere nazionale del bakufu, ovvero dello shogun, e quella dei daymio a capo dei loro han, feudi in cui era suddiviso amministrativamente il territorio del paese) sebbene non li rimosse completamente.